# Zimnokvět
Zimnokvět (Chimonanthus), alternativně též zimokvět, je rod rostlin patřící do čeledě sazaníkovité (Calycanthaceae). Jsou to stálezelené nebo opadavé keře, rozšířené v počtu 5 až 6 druhů výhradně v Číně. Vyznačují se zimním kvetením a bílými až žlutými květy s nerozlišeným okvětím. V České republice je jako okrasná dřevina zřídka pěstován zimnokvět časný.

## Popis
Zimnokvěty jsou vzpřímené keře nebo i nízké stromy. Zimnokvět časný (Ch. praecox) je opadavý, druh Ch. salicifolius je poloopadavý, ostatní druhy jsou stálezelené. Větévky jsou vidličnatě větvené, na průřezu čtyřhranné až téměř okrouhlé. Zimní pupeny jsou kryté šupinami, zatímco v létě jsou nahé. Čepel listů je tenká až poněkud kožovitá, na líci hladká nebo drsná. Květy jsou jednotlivé, úžlabní, přisedlé nebo velmi krátce stopkaté, vonné. Okvětí je nerozlišené na kalich a korunu, složené z mnoha plátků postupně přecházejících od vnějších k vnitřním. Nejčastěji je žluté až bílé, někdy s purpurovou kresbou. Tyčinky jsou v počtu 5 až 8 usazené na miskovité češuli. Nitky tyčinek jsou na bázi rozšířené a spojené. Gyneceum je složeno z 5 až 15 volných plodolistů. V každém z nich jsou 2 vajíčka, z nichž pouze 1 dozrává v semeno, zatímco druhé obvykle zakrní. Plodem je nepravý plod (pseudokarp) vzniklý zdužnatěním češule a obsahující nažky. Plody jsou jedovaté.

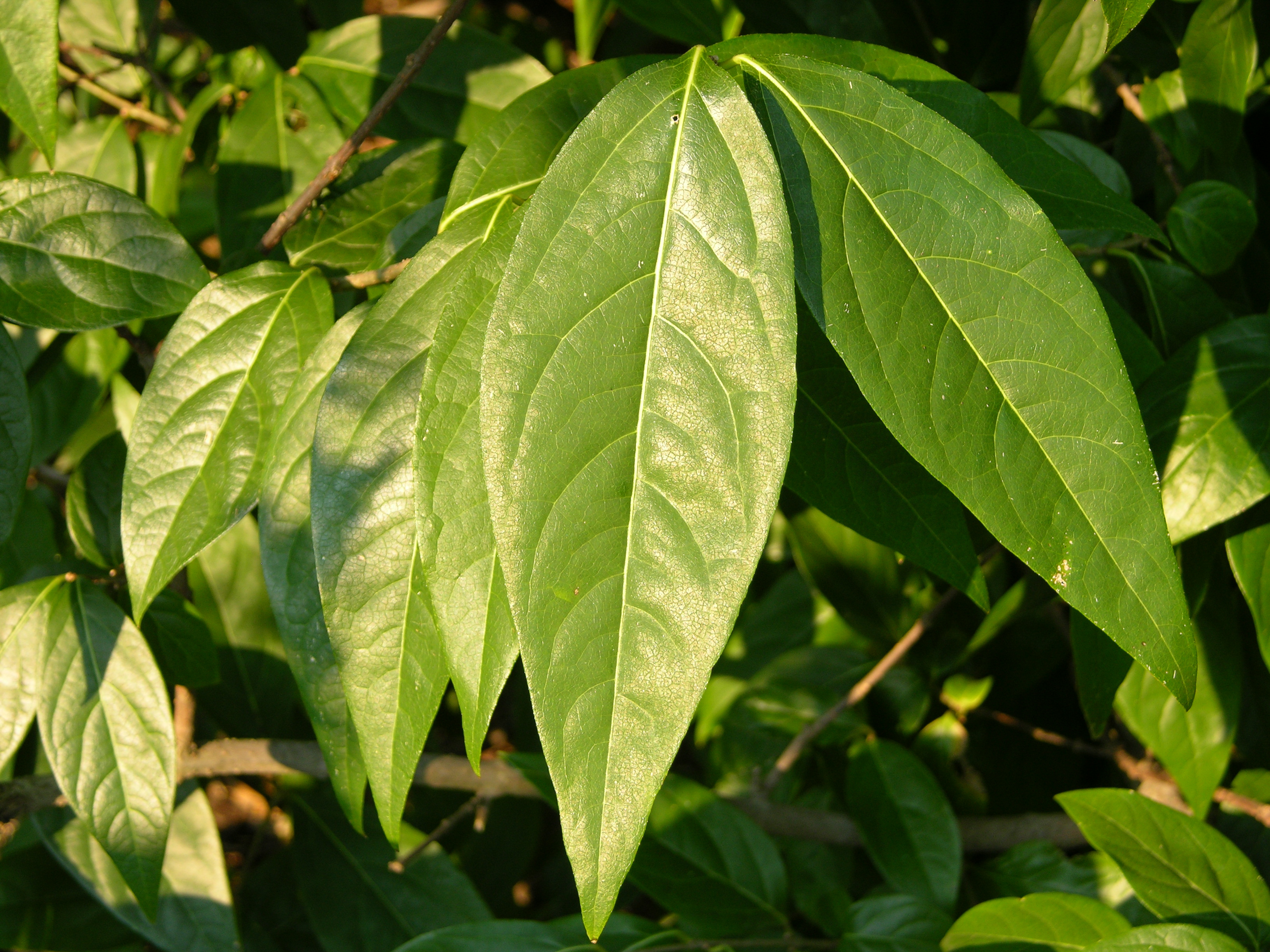
Listy zimnokvětu časného
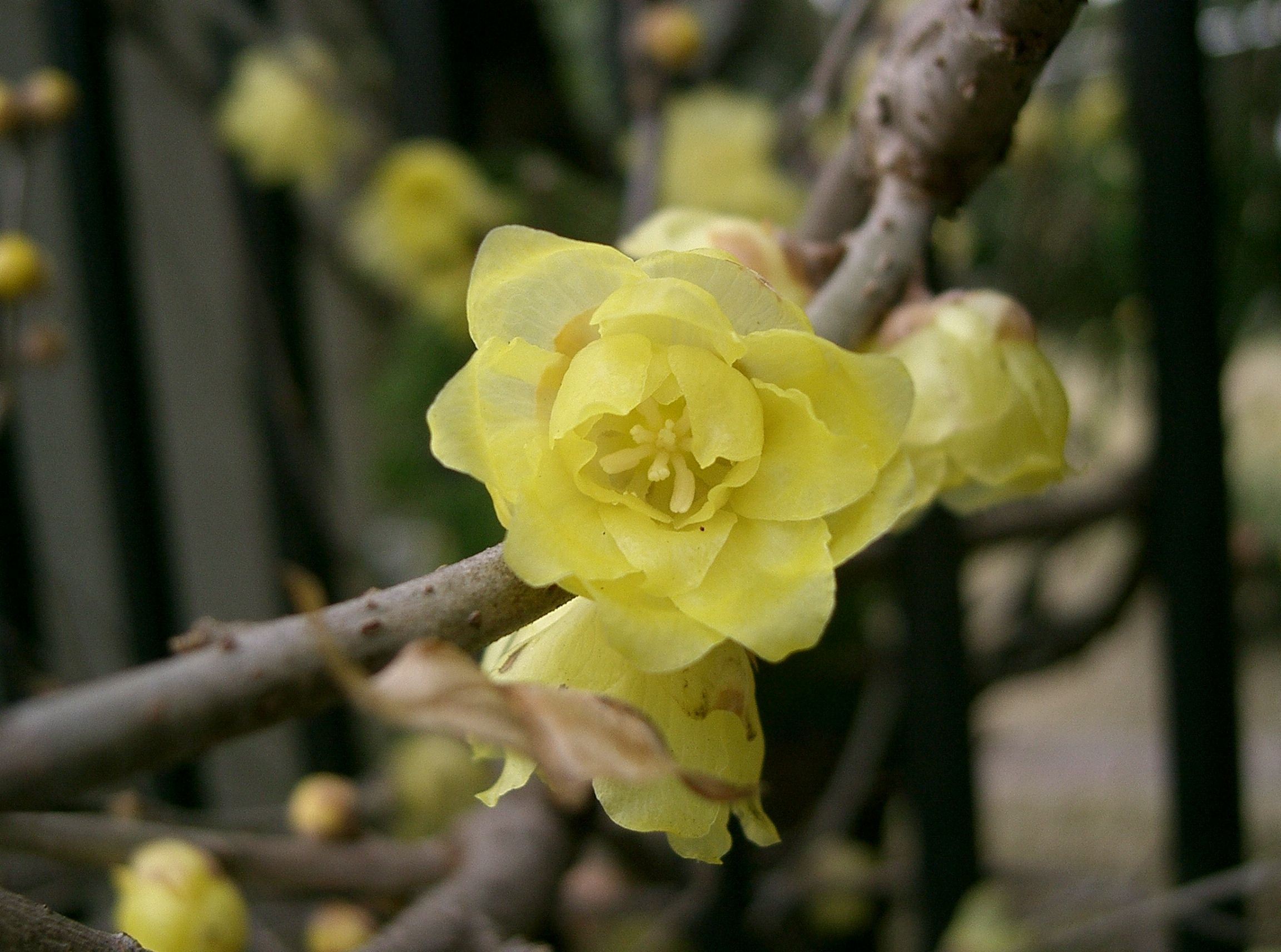
Detail květu zimnokvětu časného
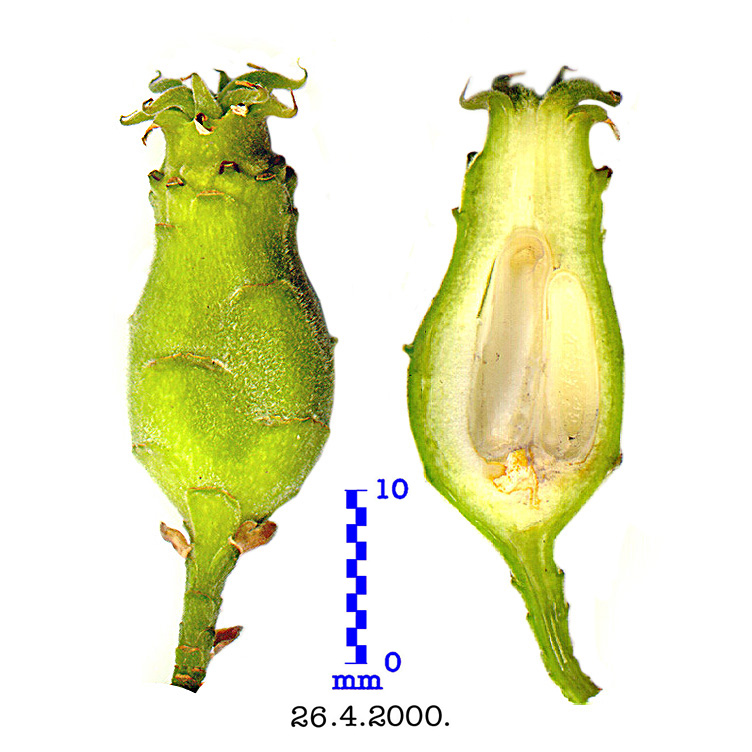
Nezralý plod zimnokvětu časného

## Rozšíření
Rod zimnokvět zahrnuje 6 nebo 5 druhů (Ch. salicifolius je někdy uváděn jako varieta druhu Ch. nitens) a je rozšířen výhradně v Číně. Většina druhů roste v horských lesích jižní a jihovýchodní Číny. Rozsáhlejší areál rozšíření mají zejména druhy Chimonanthus praecox a Ch. nitens, které také zasahují nejvíce na sever. 

## Zástupci
- zimnokvět časný (Chimonanthus praecox)

## Význam
V České republice je jako okrasná rostlina celkem zřídka pěstován zimnokvět časný (Ch. praecox). Jedinečné kvetení v zimě rostliny činí velice atraktivními, avšak jsou vhodné pouze do nejteplejších oblastí. Někdy se pěstuje též kultivar 'Concolor', vyznačující se světle žlutými květy bez kresby. Pouze výjimečně jsou ve sbírkách botanických zahrad zastoupeny i jiné druhy. Poloopadavý druh Chimonanthus salicifolius je uváděn ze sbírek Pražské botanické zahrady v Tróji.